# Quítxua santiagueño
El quítxua santiagueño, o simplement "la quichua", és una subvarietat del quítxua meridional parlada a la província de Santiago del Estero i el sud-est de la província de Salta (Argentina). A Santiago del Estero, s'estén només pels departaments de Figueroa, Robles, Sarmiento, San Martín, Silipica, Loreto, Atamisqui, Avellaneda, Salavina, Quebrachos, Mitre, Aguirre i part dels departaments de Moreno, Brigadier Juan Felipe Ibarra i General Taboada al llarg del río Salado del Norte. La llengua també la coneixen a l'àrea metropolitana de Buenos Aires prop de seixanta mil persones emigrades, així com 80.000-100.000 a la regió.
És diferent del quítxua sudbolivià, però amb una similitud lexical del 81% amb aquest. Existeix una càtedra per al seu estudi i conservació en la Universitat Nacional de Santiago del Estero.

## Temps verbals
| Pronom    | Arrel | Desinència |
| --------- | ----- | ---------- |
| Ñuqa      | muna  | ni         |
| Qam       | muna  | nki        |
| Pay       | muna  | n          |
| Ñuqanchis | muna  | nchis      |
| Ñuqayku   | muna  | yku        |
| Qamkuna   | muna  | nkichis    |
| Paykuna   | muna  | nku        |

| Pronom    | Arrel | Suf. "ra" | Desinència |
| --------- | ----- | --------- | ---------- |
| Ñuqa      | muna  | ra        | ni         |
| Qam       | muna  | ra        | nki        |
| Pay       | muna  | ra        | n          |
| Ñuqanchis | muna  | ra        | nchis      |
| Ñuqayku   | muna  | ra        | yku        |
| Qamkuna   | muna  | ra        | nkichis    |
| Paykuna   | muna  | ra        | nku        |

| Pronom    | Arrel | Desinència |
| --------- | ----- | ---------- |
| Ñuqa      | muna  | saq        |
| Qam       | muna  | nki        |
| Pay       | muna  | nqa        |
| Ñuqanchis | muna  | sunchis    |
| Ñuqayku   | muna  | saqku      |
| Qamkuna   | muna  | nkichis    |
| Paykuna   | muna  | nqanku     |

## Números
| Número    | Quítxua |
| --------- | ------- |
| 1         | Suk     |
| 2         | Iskay   |
| 3         | Kimsa   |
| 4         | Ta'a    |
| 5         | Pichqa  |
| 6         | Suqta   |
| 7         | Qanchis |
| 8         | Pusaq   |
| 9         | Isqun   |
| 10        | Chunka  |
| 100       | Pachaq  |
| 1.000     | Waranqa |
| 1.000.000 | Hunu    |